# Belenkaja
Der Vulkan Belenkaja (russisch Беленькая) ist ein aus basaltischem Gestein bestehender Schichtvulkan. Er liegt südwestlich des Vulkans Ksudatsch sowie nordwestlich des Vulkans Kell auf der russischen Halbinsel Kamtschatka. Es sind keine Ausbrüche bekannt.